# Уайли, Эндрю
Ангус Уа́йли (англ. Angus Wylie), также известный как Эндрю Уайли (англ. Andrew Wylie), — шотландский футбольный тренер, наиболее известный по работе с английским клубом «Рединг».
Уайли не был выдающимся футболистом. До прихода в «Рединг» он имел 14-летний опыт работы тренером. Английский клуб он возглавил летом 1926 года, когда «Рединг» впервые в своей истории вышел во Второй дивизион Футбольной лиги. Уайли критиковали за то, что он привёл в команду большое количество шотландских футболистов.
В сезоне 1926/27 Уайли с «Редингом» обыграл «Манчестер Юнайтед» в третьем раунде Кубка Англии, для чего потребовалось две переигровки. В том розыгрыше «Рединг» дошёл до полуфинала, где уступил будущим победителям турнира «Кардифф Сити» со счётом 3:0. Лишь в 2015 году «Рединг» вновь смог дойти до полуфинала Кубка Англии.
В Кубке Англии сезона 1928/29 «Рединг» под руководством Уайли вновь отличился, обыграв в четвёртом раунде клуб «Уэнсдей», являвшийся на тот момент чемпионом Англии.
Уайли руководил «Редингом» на протяжении пяти сезонов, в которых клуб выступал во Втором дивизионе, не занимая места выше 14-го (из 22 команд). В сезоне 1929/30 его клуб избежал вылета лишь благодаря лучшей разнице забитых и пропущенных голов. По итогам сезона 1930/31 «Рединг» занял 21-е место и вылетел в Третий дивизион, после чего Уайли покинул команду.